# Eric Ericsons Kammarkör
Eric Ericsons Kammarkör är tillsammans med Radiokören Sveriges internationellt mest kända kör.[källa behövs]

## Historia
Kören grundades 1945 under namnet Kammarkören av Eric Ericson efter hans hemvändande till Sverige efter studier i Europa och USA. Kören har sedan dess intagit en central plats i svenskt musikliv och gjort flitigt med utlandsturnéer i Europa och Nordamerika. Samarbeten med Radiokören samt Berlinerfilharmonikerna har varit kontinuerligt återkommande de senaste åren, samt med Sveriges Radios symfoniorkester.
Sedan 2003 har kören ett "nationellt uppdrag", tilldelat av regeringen. Kontraktet löpte på 3 år och skulle ge kören bland annat fördjupat samarbete med Kungliga Filharmoniska Orkestern.
Konstnärlig ledare var sedan starten Eric Ericson. Fredrik Malmberg blev körens nya chefsdirigent 1 juli 2012. Eric Ericsson kvarstod till sin död som körens konstnärlige ledare.

## Utmärkelser
- Deutscher Schallplattenpreis
- Edisonpriset
- Nordiska rådets musikpris 2007
- Grammisvinnare